# Erzbistum Guiyang
Das Erzbistum Guiyang (lat.: Archidioecesis Coeiiamensis) ist eine in der Volksrepublik China gelegene römisch-katholische Erzdiözese mit Sitz in Guiyang. 

## Geschichte
Das Erzbistum Guiyang wurde am 15. Oktober 1696 durch Papst Innozenz XII. mit der Apostolischen Konstitution E sublimi Sedis aus Gebietsabtretungen des Apostolischen Vikariats Fujian als Apostolisches Vikariat Guizhou errichtet. 1715 wurde das Apostolische Vikariat Guizhou aufgelöst und das Gebiet wurde dem Apostolischen Vikariat Sichuan angegliedert. 
Am 27. März 1846 wurde das Apostolische Vikariat Guizhou durch Papst Gregor XVI. mit der Apostolischen Konstitution Ex debito aus Gebietsabtretungen des Apostolischen Vikariates Sichuan erneut errichtet. Das Apostolische Vikariat Guizhou wurde am 3. Dezember 1924 in Apostolisches Vikariat Guiyang umbenannt. Am 16. Februar 1922 gab das Apostolische Vikariat Guiyang Teile seines Territoriums zur Gründung des Apostolischen Vikariates Anlong ab. Eine weitere Gebietsabtretung erfolgte am 23. März 1932 zur Gründung der Mission sui juris Shiqian. 
Das Apostolische Vikariat Guiyang wurde am 11. April 1946 durch Papst Pius XII. mit der Apostolischen Konstitution Quotidie Nos zum Erzbistum erhoben.

## Ordinarien

### Apostolische Vikare von Guizhou
- Carlo Turcotti SJ, 1701–1706
- Claude de Visdelou SJ, 1708–1715
- Etienne-Raymond Albrand MEP, 1846–1853
- Louis-Simon Faurie MEP, 1853–1871
- François-Eugène Lions MEP, 1871–1893
- François-Mathurin Guichard MEP, 1893–1913
- François-Lazare Seguin MEP, 1913–1924

### Apostolische Vikare von Guiyang
- François-Lazare Seguin MEP, 1924–1942
- Jean Larrart MEP, 1942–1946

### Erzbischöfe von Guiyang
- Jean Larrart MEP, 1946–1966
- Sedisvakanz, seit 1966